# Economía de Palestina

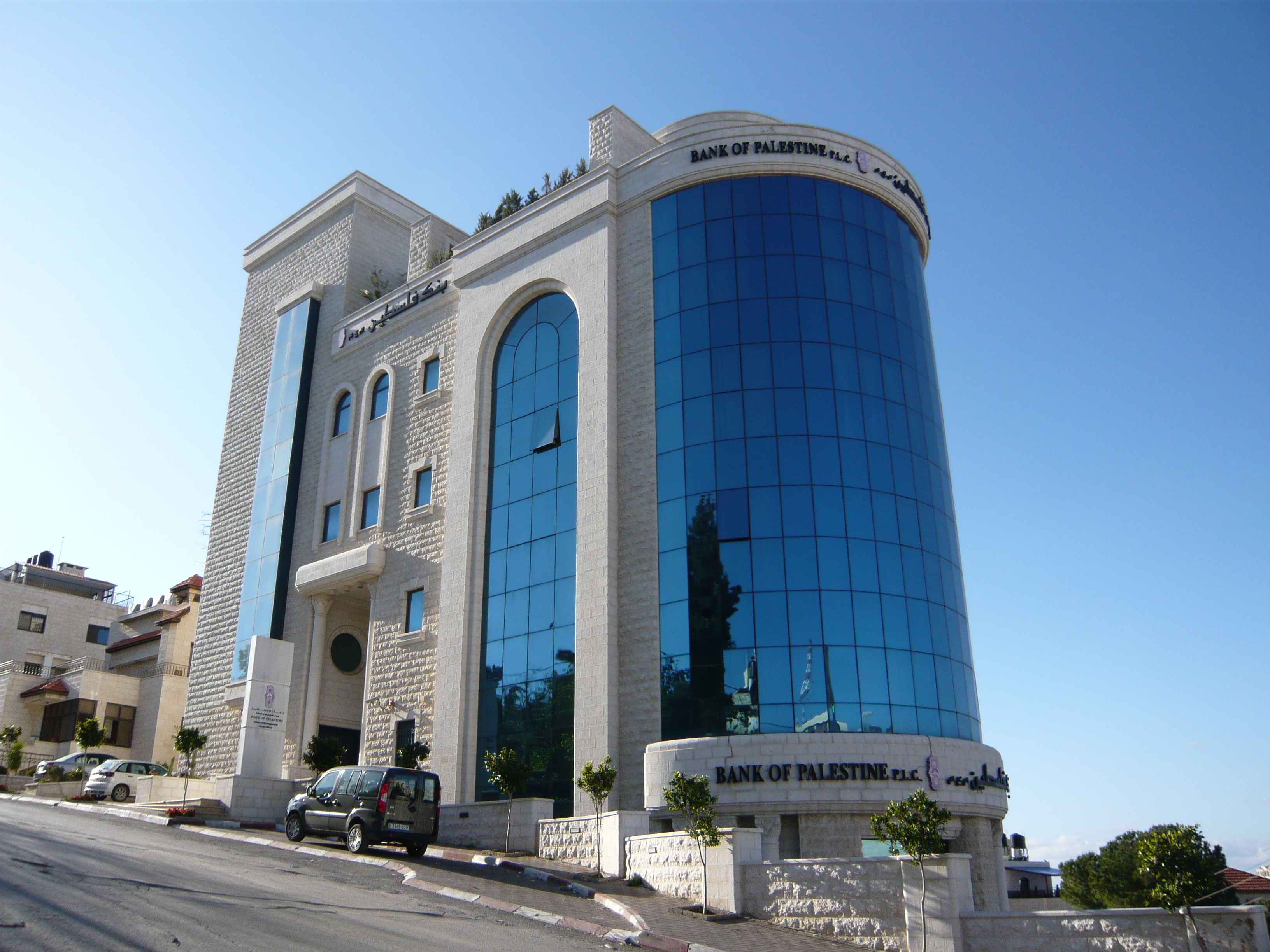
Banco de Palestina en Ramala

La economía de Palestina se refiere a la economía de las áreas del Estado de Palestina, repartidas entre las regiones de Cisjordania (incluido Jerusalén Este) y la Franja de Gaza.

## Historia
El PBI per cápita en los territorios palestinos aumentó un 7% al año en promedio de 1968 a 1980, pero se redujo durante la década de 1980. Entre 1970 y 1991 la esperanza de vida pasó de 56 a 66 años, la mortalidad infantil por cada 1.000 cayó de 95 a 42, el porcentaje de hogares con electricidad pasó de 30% a 85%, el porcentaje de hogares con agua potable aumentó del 15% al 90 %, el porcentaje de hogares con un refrigerador pasó del 11% al 85%, y el porcentaje de hogares con lavadora aumentó del 23% en 1980 al 61% en 1991.
Las condiciones económicas en Cisjordania y la Franja de Gaza, en las que la actividad económica se rige por el "Protocolo Económico de París" de abril de 1994 entre Israel y la Autoridad Nacional Palestina, se deterioraron a principios de 2000. El PIB real per cápita de Cisjordania y la Franja de Gaza se redujo un 36,1% entre 1992 y 1996, debido al efecto combinado de la caída de los ingresos agregados y el rápido crecimiento de la población. La desaceleración de la actividad económica se debió entre otras cosas a la corrupción en el gobierno de la recién creada Autoridad Nacional Palestina y a las políticas de bloqueo de Israel, que argumentaba que actuaba en respuesta a incidentes de seguridad, lo que perturbó las relaciones previamente establecidas en los mercados de trabajo y de bienes de consumo. El más grave efecto social de esta crisis ha sido la aparición del desempleo crónico. Las tasas medias de desempleo durante la década de 1980 fueron en general de menos del 5%, pero a mediados de la década de 1990 esta cifra había aumentado a más del 20%. En octubre de 1999, Israel permitió la apertura de un paso seguro entre Cisjordania y la Franja de Gaza de conformidad con el "Acuerdo Provisional" de 1995, que formaba parte de los Acuerdos de Oslo. Estos cambios en el comportamiento de la actividad económica produjeron una recuperación económica moderada en 1998-99.
En diciembre de 2006, el desempleo había aumentado del 23% a más del 50% en tan solo un año. Como resultado de los bloqueos navales y terrestres de Israel y de Egipto, el 85 por ciento de las fábricas fueron cerradas o funcionaban a menos del 20 por ciento de su capacidad. Las empresas israelíes fueron perdiendo $ 2 millones al día por el cierre, mientras que Gaza estaba perdiendo $ 1 millón al día. El Banco Mundial estima que el PIB nominal de los territorios era de 4.007 millones de dólares estadounidenses y el de Israel en 161.822 millones de dólares estadounidenses. En términos per cápita estas cifras son, respectivamente, 1.036 dólares estadounidenses y 22.563 dólares estadounidenses por año.
Durante 30 años, Israel permitió a miles de palestinos entrar en el país cada día para trabajar en la construcción, la agricultura y otros trabajos manuales. Hasta mediados de la década de 1990, hasta 150.000 personas (una quinta parte de la fuerza de trabajo palestina) entraba a Israel todos los días. Después de que algunos grupos armados palestinos desatasen una ola de atentados suicidas, la idea de la separación de los palestinos echó raíces en Israel. Israel se encontró con una pérdida importante de mano de obra, y poco a poco fue reemplazando a la mayor parte de los palestinos con inmigrantes procedentes de Tailandia, Rumania y otros países.
En 2005, el Ministerio de Hacienda de la ANP indicó que el muro de separación israelí en Cisjordania, cuya construcción se inició en el segundo semestre de 2002, fue una de las razones que provocaron la depresión de la actividad económica palestina. El crecimiento real del PIB en Cisjordania se redujo considerablemente en 2000, 2001, y 2002, y aumentó ligeramente en 2003 y 2004. El Banco Mundial atribuye el modesto crecimiento económico desde 2003 al hecho de "disminuir los niveles de violencia, con menos y más previsibles (aunque todavía intensos) toques de queda, así como a la adaptación por parte de las empresas palestinas a los controles de una economía limitada en Cisjordania". En un escenario de "desconexión" el Banco Mundial predijo una tasa de crecimiento real de -0,2% en 2006 y -0,6% en 2007.
Después de las elecciones legislativas de enero de 2006, ganadas por Hamás, el Cuarteto (con excepción de Rusia) cortó todos los fondos a la Autoridad Nacional Palestina, dirigida por el primer ministro Ismail Haniya (de Hamás). La Autoridad Nacional Palestina registró un déficit de caja mensual de entre $ 60 y 70 millones de dólares después de que recibiese entre $ 50 millones y 55 millones de dólares de Israel por concepto de impuestos y derechos de aduana recaudados por funcionarios israelíes en las fronteras. Después de las elecciones, el mercado de valores palestino cayó un 20 por ciento, y la Autoridad Nacional Palestina agotó su capacidad de crédito con bancos locales. Israel dejó de transferir los $ 55 millones en ingresos fiscales a la Autoridad Palestina. Estos fondos representan un tercio del presupuesto de la Autoridad Nacional Palestina y pagaban los salarios de 160.000 funcionarios palestinos (entre ellos 60.000 de oficiales de policía y otros miembro del aparato de seguridad del Estado). Los Estados Unidos y la Unión Europea detuvieron las ayudas directas a la Autoridad Nacional Palestina, mientras que los EE. UU. impusieron un bloqueo financiero a los bancos de la Autoridad Nacional Palestina, lo que impidió que algunos de los fondos de la Liga Árabe (por ejemplo, Arabia Saudita y Catar) se transfieran a la Autoridad Nacional Palestina. En mayo de 2006, cientos de palestinos se manifestaron en Gaza y Cisjordania exigiendo el pago de sus salarios. La tensión entre Hamás y Fatah aumentó como resultado de este debilitamiento "económico" en la Autoridad Nacional Palestina.
Según el Banco Mundial en el primer semestre del año 2010, la economía palestina creció un 7%, aunque dependía aún mucho de la ayuda extranjera. El desempleo descendió en Gaza del 45% en 2008 al 39% en 2009, y en Cisjordania descendió del 20% en 2008 a 18% en 2009.

## Divisa
Según el Protocolo sobre Relaciones Económicas, a los palestinos no se les permite introducir de forma independiente una moneda palestina separada. En cambio, el Nuevo séquel es la moneda principal de los territorios palestinos.  En Cisjordania también se utiliza el Dinar jordano.  El shekel se usa para la mayoría de las transacciones, especialmente al por menor, mientras que el dinar se usa más para transacciones de ahorro y bienes duraderos.  El Dólar estadounidense también se usa a veces para ahorrar y comprar bienes extranjeros. El dólar se utiliza en la gran mayoría de las transacciones supervisadas por la Autoridad Monetaria de Palestina (que funciona como el banco central de Palestina), que solo representan una fracción de las transacciones realizadas en Palestina o por los palestinos.
En la Franja de Gaza, el shekel también es la moneda principal, aunque escasea debido al bloqueo de la Franja de Gaza por parte de la Autoridad Palestina, Israel y Egipto.
Dado que la Autoridad Monetaria Palestina no emite su propia moneda, no puede seguir una política monetaria independiente y eficaz.  Al mismo tiempo, el uso de múltiples monedas aumenta los costos y crea inconvenientes derivados de la fluctuación de los tipos de cambio.
En el año 2010 se acuñaron monedas bajo la denominación de dinar palestino, pero no son de uso común y no están respaldadas por la ANP, sino que han sido creadas de modo conmemorativo y diseñadas por Joseph E. Lang., con valores de 1, 2.5, 5, 10, 25, 50 qirsh, 1 y 2 dinares.

## Ayuda extranjera
Cisjordania y Gaza se han convertido en economías que dependen en gran medida de la ayuda extranjera, que se situó en 1.800 millones en 2008. Aproximadamente el 30% del PIB, o 487 dólares estadounidenses por palestino al año, provienen de ayuda exterior. La ayuda de otros Estados e instituciones proporciona servicios esenciales para casi la mitad del pueblo palestino, y permite a la Autoridad Nacional Palestina funcionar y pagar salarios a aproximadamente 140.000 empleados.